# Jüdischer Friedhof (Staudernheim)

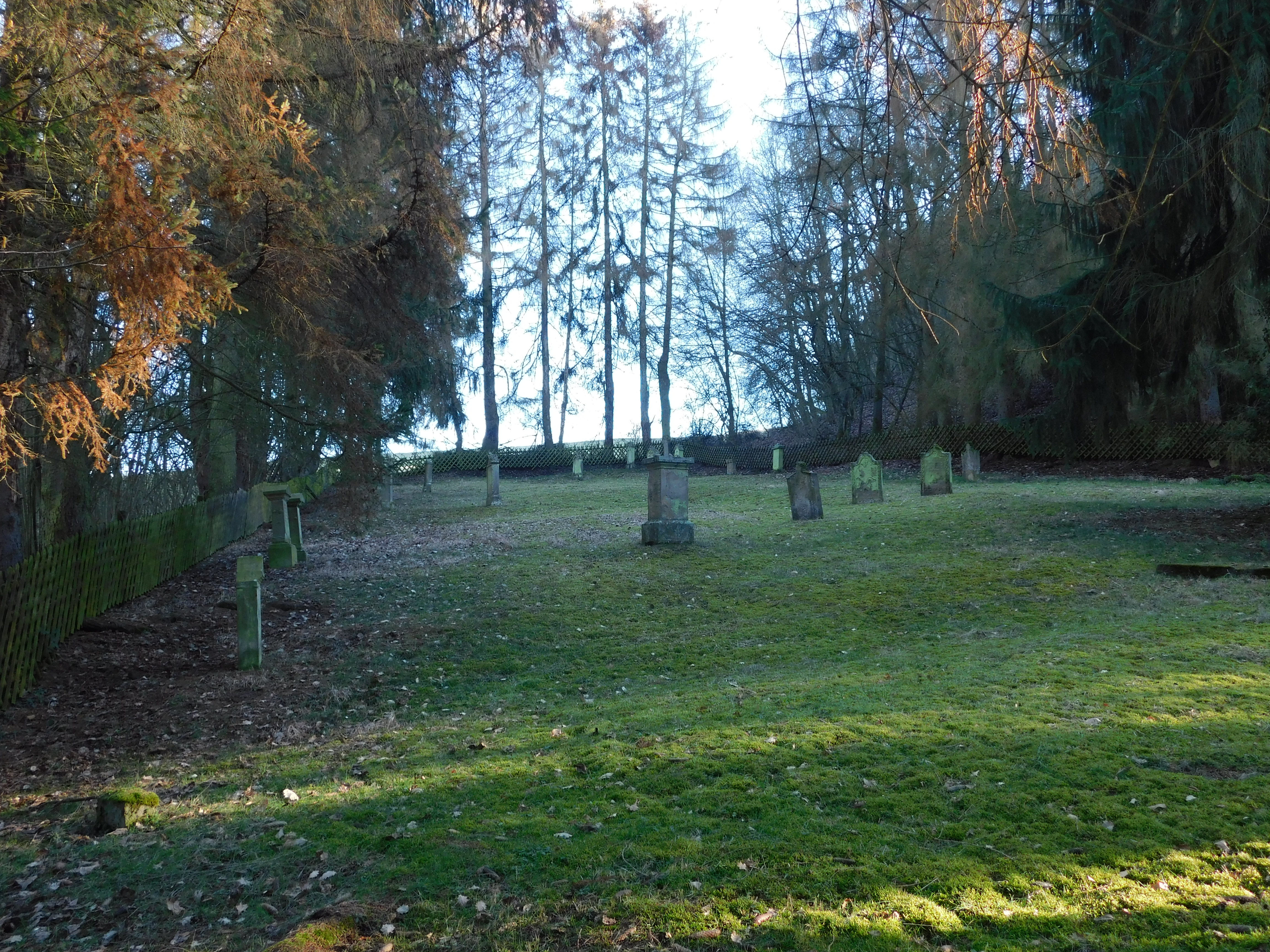
Jüdischer Friedhof in Staudernheim

Der Jüdische Friedhof Staudernheim ist ein Friedhof in der Ortsgemeinde Staudernheim im Landkreis Bad Kreuznach in Rheinland-Pfalz. 
Der jüdische Friedhof liegt südlich des Ortes im Distrikt „Im Bistich“.
Auf dem 1697 m² großen Friedhof, der um 1850 angelegt, bis 1934 und dann wieder in den Jahren 1953 und 1968 belegt wurde, befinden sich 54 Grabsteine. 